# Liste des rois de Sicile
Le royaume de Sicile a dans le passé recouvert plusieurs zones géographiques différentes au fil du temps, et il ne s'est pas limité à la seule île de Sicile. Il a été l'objet de convoitises de la part des plus grandes familles européennes, qui se sont battues pour s'en assurer la possession. L'histoire du royaume a été particulièrement mouvementée, marquée par des assassinats, des guerres de succession, des séparations. Les rois de Sicile n'ont donc pas tous régné sur un territoire identique. On a même pu parler, lors des périodes au cours desquelles les royaumes de Sicile et de Naples ont été réunis, de « royaume des Deux-Siciles ». Établir la liste des rois de Sicile et/ou de Naples suppose donc de rattacher les noms des rois à la bonne entité politique.

## Histoire des rois de Sicile
Pour un article plus général, voir Histoire de la Sicile.
- Du IXe au XIe siècle, la Sicile était sous domination musulmane. C'est alors que des comtes normands de la famille de Hauteville en firent la conquête et s'intitulèrent comtes de Sicile. La maison de Hauteville (en italien : casa d’Altavilla) est issue de Tancrède d'Hauteville (il est impossible de déterminer parmi les trois Hauteville se trouvant dans le diocèse de Coutances lequel est le berceau de la famille) (avant 990 – 1041) ; de nombreux membres de cette famille s’établirent à partir des années 1030 dans le Sud de l’Italie pour en faire petit à petit la conquête, avant de s’attaquer à la Sicile musulmane. Des douze fils de Tancrède de Hauteville, plusieurs partent progressivement s’illustrer en mer Méditerranée à partir des années 1030. Parmi eux : Guillaume, Drogon, qui arrive en Italie du Sud vers 1035 avec son frère Guillaume ; Onfroi, qui arrive en Italie du Sud vers 1044 ; Robert, un géant bientôt nommé « Guiscard », surnom normand donné lors de sa vie de pillard en Calabre ; Roger, surnommé « Bosso », le cadet des fils de Tancrède, arrive en Italie du Sud vers 1057. Une branche de cette famille aurait également fait souche en Angleterre après la bataille d'Hastings (1066), branche issue d’un petit-fils de Tancrède d'Hauteville.
- Le comte Roger II prit le contrôle des comtés et principautés normandes de l'Italie méridionale (Apulie, Calabre, Capoue, Bénévent) et reçut en 1130 du pape le titre de roi de Sicile, de Pouilles, de Longobardie et d’Afrique, ce terme représentant la moitié sud de l'Italie et l'île sicilienne.
- Le royaume passa ensuite par mariage à la maison impériale de Hohenstaufen.
- En 1266, le pape, alors en lutte avec les Hohenstaufen, retira le royaume à Manfred de Hohenstaufen et en investit Charles d'Anjou. Ce dernier vainquit et tua Manfred, mais Pierre III d'Aragon, gendre de Manfred, reprit la lutte à son compte et chassa Charles de la partie insulaire à l'occasion des Vêpres siciliennes (1282). En 1442, sera créé par Alphonse Ier le Magnanime le premier royaume des Deux-Siciles qui durera jusqu'à la division du royaume en 1458. Il y eut alors deux royaumes qui s'intitulèrent alors royaume de Sicile, chacun des deux rois se considérant comme le seul roi légitime :
  - la partie insulaire, aussi appelée par les sources médiévales royaume de Sicile au-delà du Phare [di là dal Faro] : le Faro étant la pointe extrême de la Sicile au nord de Messine et dont la capitale fut Palerme. Il arrive que, pour désigner ce royaume, on parle de royaume de Sicile ;
  - la partie péninsulaire, ou royaume de Sicile en deçà du Phare [di qua dal Faro] et dont la capitale fut Naples. L'historiographie médiévale parla également de royaume de Pouille [regnum Apuliæ ou regno di Puglia], tandis que l'historiographie moderne emploie volontiers le terme inapproprié de royaume de Naples, déjà utilisé au Moyen Âge, par exemple au XVe siècle par Philippe de Commines. Cette dernière appellation fut cependant officielle pendant le début du XIXe siècle, sous le règne des deux rois installés par Napoléon Bonaparte.
- Par la suite, les deux royaumes furent réunis et l'on parle alors de royaume des Deux-Siciles. Cette réunion n'est devenue une réalité qu'en 1442 avec Alphonse Ier le Magnanime et ce jusqu'en 1458. À sa mort en 1458, le royaume fut à nouveau divisé entre son frère Jean II d'Aragon, qui conserva la Sicile, et son fils bâtard Ferdinand qui devint roi de Naples.
- En 1501, le roi Ferdinand II d'Aragon conquit Naples et réunifia les deux royaumes sous l'autorité de la monarchie espagnole naissante. Le titre de « roi de Sicile des deux côtés du détroit » fut alors porté par tous les monarques espagnols jusqu'à la guerre de Succession d'Espagne.
- Le traité d'Utrecht de 1713 détermina l'abandon de la Sicile insulaire au duc de Savoie puis le traité de Rastatt de 1714 laissa Naples et la Sicile péninsulaire à l'empereur Charles VI. Celui-ci annexa la Sicile en 1720.
- En 1735, à la suite des conquêtes de l'infant Charles de Bourbon, les deux Siciles réunies furent confiées à une branche des Bourbons d'Espagne.
- Ce double royaume, moyennant deux intermèdes pour sa partie péninsulaire (la République parthénopéenne en 1799 et le royaume de Naples de 1806 à 1815 avec Joseph Bonaparte puis Joachim Murat), perdura jusqu'en 1816.
- En 1816, Ferdinand Ier donne un fondement juridique à cette réunion en procédant à une fusion officielle des deux royaumes en un royaume des Deux-Siciles, en vigueur jusqu'en décembre 1860.
- En 1861, l’expédition des Mille menée par Garibaldi rattache les Deux-Siciles à ce qui allait devenir le royaume d’Italie. Les dernières villes à résister à l’expédition, Messine et Civitella del Tronto, capitulent le 13 mars 1861 et le 20 mars 1861. .

## Armes des rois de Sicile
- Les premiers rois de Sicile portaient les armes de la maison de Hauteville dont ils étaient issus.
- La division du royaume en deux entités distinctes se traduisit par l'adoption d'armes distinctes reflétant les origines des rois : 
  - maison capétienne d'Anjou-Sicile pour la Sicile péninsulaire ;
  - maisons de Hohenstaufen et d'Aragon pour la Sicile insulaire ;
- Le royaume des Deux-Siciles créé en 1816 adopta les armes de la maison de Bourbon-Siciles.

Rois de Sicile (insulaire) : écartelé en sautoir d'or d'Aragon et de Hohenstaufen.
Rois de Sicile (péninsulaire), improprement nommés rois de Naples : d'Anjou.
Rois des Deux-Siciles (1816) : de Bourbon-Sicile.

## Comtes de Sicile (1062-1130)

### Maison de Hauteville
| Rang                                                                 | Portrait   | Nom                                                                    | Règne       | Dynastie   | Notes | Armoiries |
| -------------------------------------------------------------------- | ---------- | ---------------------------------------------------------------------- | ----------- | ---------- | --- | --------- |
| 1                                                                    | Robert Ier | Robert Ier l'Avisé (vers 1020 – 17 juillet 1085) mort à 65 ans environ | 1062 – 1085 | Hauteville | Duc d'Apulie et de Calabre, est l'un des plus célèbres aventuriers normands issus du duché de Normandie qui s'illustrèrent en Méditerranée. À partir de 1057, il continua la conquête de l'Italie méridionale sur les Byzantins avant d'entamer celle de la Sicile musulmane à partir de 1061 en compagnie de son frère cadet Roger. Ensemble, ils jetèrent les fondations du futur royaume de Sicile.                                                                 |           |
| 2                                                                    | Robert Ier | Roger Ier le Grand (vers 1031 – 22 juin 1101) mort à 70 ans environ    | 1085 – 1101 | Hauteville | Dit le « Bosso » puis, le « Grand Comte », est un aventurier normand du XIe siècle ; conquérant de la Sicile musulmane, il est à l'origine du futur royaume de Sicile. |           |
| Régence (1101 – 1112) : Adélaïde de Montferrat, épouse de Roger Ier. |            |                                                                        |             |            | |           |
| 3                                                                    |            | Simon Ier (1091 – 1105) mort à 14 ans environ                          | 1101 – 1105 | Hauteville | Simon de Sicile est un prince normand de Sicile appartenant à la famille Hauteville. Né probablement à Mileto en Calabre en 1091 ou 1093, il est le fils aîné du comte Roger Ier de Sicile dit le « Grand comte », et d'Adélaïde de Montferrat. Il succède à son père le 22 juin 1101, devenant comte de Sicile mais meurt prématurément à Mileto, en 1105 alors qu'il est adolescent. Son frère cadet Roger, encore enfant, lui succède sous la régence de leur mère. |           |
| 4                                                                    |            | Roger II (22 décembre 1095 – 26 février 1154) mort à 59 ans            | 1105 – 1130 | Hauteville | Frère du précédent, il est le fondateur du royaume de Sicile (1130), souvent qualifié de Sicile normande ou de Royaume normand de Sicile. |           |

En 1130, il reçoit l'investiture royale de l'antipape Anaclet II

## Rois de Sicile (1130-1282)
| Rang                                                                   | Portrait         | Nom                                                                     | Règne       | Dynastie   | Notes | Armoiries |
| ---------------------------------------------------------------------- | ---------------- | ----------------------------------------------------------------------- | ----------- | ---------- | --- | --------- |
| 4                                                                      | Roger II         | Roger II l'Avisé (22 décembre 1095 – 26 février 1154) mort à 59 ans     | 1130 – 1154 | Hauteville | C’est à Roger II que revient la tâche d’unifier les possessions normandes en un royaume, depuis la Sicile. Pour la première fois, l’unité politique de toutes les possessions normandes en Italie est réalisée derrière un prince normand de Palerme à Ancône. À ce titre, Roger II peut être considéré comme le promoteur d’un nouveau modèle politique. Synthèse d’éléments féodaux normands, italo-lombards et arabes, le pouvoir de Roger II s’inspire de formes orientales et plus particulièrement de la monarchie et de l’administration byzantine. Roger II puise aussi dans les traditions fatimides qui prévalaient alors en Sicile. |           |
| 5                                                                      | Guillaume Ier    | Guillaume Ier le Mauvais (vers 1125 – 7 mai 1166) mort à 41 ans environ | 1154 – 1166 | Hauteville | Si Guillaume hérite d'un royaume puissant et en plein apogée, il semble mal préparé et son règne s'annonce difficile et tumultueux. En effet, la majeure partie des barons normands contestent un pouvoir qu'il jugent trop centralisé à leur goût, de la part de la cour royale palermitaine et haïssent le personnage le plus puissant du royaume, l'« Émir des Émirs » Maion de Bari, qualifié par ses détracteurs de « diabolique », de « corrompu » et de « comploteur ». |           |
| Régence (1154 – 1171) : Marguerite de Sicile, épouse de Guillaume Ier. |                  |                                                                         |             |            | |           |
| 6                                                                      | Guillaume II     | Guillaume II le Bon (1154 – 1189) mort à 35 ans environ                 | 1166 – 1189 | Hauteville | Né en 1154, il est le fils et successeur du roi Guillaume le Mauvais. À la mort de ce dernier, il est placé sous la régence de sa mère Marguerite de Sicile jusqu’à sa majorité en 1171. Élevé à l'orientale, très cultivé et polyglotte, c'est un roi « bon » mais peu attiré par la guerre. Cependant, le qualificatif de « bon » peut également cacher un manque certain d'autorité, notamment face aux barons normands continentaux d'Italie méridionale. |           |
| 7                                                                      | Tancrès de Lecce | Tancrède (vers 1138 – 20 février 1194) mort à 56 ans environ            | 1189 – 1194 | Hauteville | Décrit comme étant un bon chef militaire malgré sa petite taille, brave et intelligent, mais laid selon son principal détracteur Pierre d'Éboli, il prétend au trône normand à la mort sans postérité de son cousin le roi Guillaume II (novembre 1189), soutenu par la noblesse contre les prétentions de sa tante la princesse Constance de Hauteville et de son époux Henri Hohenstaufen. Il parvient à se faire couronner roi à Palerme au début de l'année 1190 mais son pouvoir reste cependant très fragile et le roi Tancrède de Sicile doit lutter contre des bandes de rebelles musulmans réfugiés dans les montagnes du centre de la Sicile et soumettre les révoltes de ses vassaux dans ses domaines du continent tout en résistant aux pressions et aux attaques des forces impériales germaniques .Il associe à son règne successivement ses deux fils : |           |
| -                                                                      |                  | Roger III (vers 1175 – 24 décembre 1193) mort à 18 ans environ          | 1192 – 1193 | Hauteville | Nommé par son père duc d'Apulie en 1189/1190, Roger est ensuite associé au trône, Tancrède voulant probablement légitimer son pouvoir et assurer la continuité dynastique face aux prétentions de l'Empire germanique dont la puissante famille impériale des Hohenstaufen réclame l'héritage du Royaume sicilien depuis la mort sans postérité du roi Guillaume II de Sicile en 1189. En 1193, il épouse la princesse byzantine, Hélène Ange, fille du basileus Isaac II Ange. Il meurt précocement avant son père, le 24 décembre 1193. |           |
| 8                                                                      |                  | Guillaume III (1185 – 1198) mort à 13 ans environ                       | 1193 – 1194 | Hauteville | Associé au trône dès 1193, après la mort de son père Tancrède le 20 février 1194, il hérite du royaume malgré son jeune âge. Cependant, la mort de Tancrède livre également le royaume aux Hohenstaufen qui s'en emparent sans difficulté. À Noël 1194, Guillaume doit céder sa couronne à Henri Hohenstaufen, époux de la princesse sicilienne Constance, fille posthume du roi Roger II de Sicile, et prétendant légitime depuis 1189. |           |

### Maison de Hohenstaufen
| Rang | Portrait     | Nom                                                                  | Règne       | Dynastie     | Notes | Armoiries |
| ---- | ------------ | -------------------------------------------------------------------- | ----------- | ------------ | --- | --------- |
| 9    | Henri Ier    | Henri Ier le Cruel (novembre 1165 – 28 septembre 1197) mort à 32 ans | 1194 – 1197 | Hohenstaufen | En mai de cette année 1194, Henri VI retourne en Italie. Tancrède de Lecce vient de décéder. L'armée d'Henri VI ne rencontre guère de résistance. Le 25 décembre 1194, il est couronné roi de Sicile. Quelques jours plus tard, il fait crever les yeux de Guillaume III, le fils de Tancrède. Les nobles et les évêques ayant assisté au couronnement de Tancrède sont brûlés vifs dans un champ près de Palerme, à cinq cents pas du palais royal. Henri fait ensuite déterrer les restes de Tancrède et de son fils Roger. On leur arrache leurs couronnes d'or avant de les décapiter.               |           |
| 10   | Frédéric Ier | Frédéric Ier (26 décembre 1194 – 13 décembre 1250) mort à 56 ans     | 1198 – 1250 | Hohenstaufen | Dernier empereur de la dynastie des Hohenstaufen, il devint une légende. De ses contemporains, il reçut les surnoms de Stupor Mundi (la « Stupeur du monde ») et de « prodigieux transformateur des choses », au point qu'on attendit son retour après sa mort. Dans la conscience collective, il devint « l'Empereur endormi » dans les profondeurs d'une caverne, celui qui ne pouvait avoir disparu, celui qui dormait d'un sommeil magique dans le cratère de l'Etna. Il associe à son règne son fils aîné : - 1212–1242 : Henri II, aussi roi des Romains sous le nom d’Henri VII et duc de Souabe. |           |
| 11   | Conrad Ier   | Conrad Ier (25 avril 1228 – 21 mai 1254) mort à 26 ans               | 1250 – 1254 | Hohenstaufen | En tant que seul fils survivant et légitime de Frédéric II, Conrad hérite à la mort de son père en 1250 du royaume de Sicile tandis que son frère illégitime, Manfred, est fait prince de Tarente. Toutefois, Conrad ne fut pas reconnu et dut passer en Italie afin de se faire reconnaître roi de Sicile : il prit Naples, Capoue, Aquino ; mais il mourut au milieu de ses conquêtes en 1254. On accusa son frère naturel Manfred, qui convoitait sa succession, de l'avoir empoisonné. |           |
| 12   | Conrad II    | Conrad II (25 mars 1252 – 29 octobre 1268) mort à 16 ans             | 1254 – 1258 | Hohenstaufen | Conradin, fils d'Élisabeth de Bavière, alors tout juste âgé de deux ans, devient roi de Sicile. Après avoir été nommé vicaire de Conradin, Manfred décide alors de faire passer le jeune garçon pour mort auprès des barons (chose aisée, le petit se trouvant auprès de sa mère en Bavière) et se fait couronner roi de Sicile. Il mène ensuite une politique digne de celle de son père, d'opposition totale à l'Église et d'appui aux forces gibelines du Nord de l'Italie. |           |
| 13   | Manfred Ier  | Manfred Ier (vers 1232 – 26 février 1266) mort à 34 ans environ      | 1258 – 1266 | Hohenstaufen | En 1258, profitant d'une rumeur annonçant la mort de Conradin, Manfred se fit couronner roi de Sicile à Palerme, le 10 août de cette année. La rumeur était infondée, mais le nouveau roi, soutenu par la voix populaire, n'abdiqua pas, et précisa aux envoyés de Conradin la nécessité d'un chef local. Mais le pape, pour qui l'alliance avec les Sarrasins était une offense grave, déclara l'annulation du couronnement de Manfred et l'excommunia. Manfred mourut le 26 février 1266 à la bataille de Bénévent, vaincu par son rival Charles Ier d'Anjou.                                          |           |

### Maison d'Anjou
| Rang | Portrait    | Nom                                                    | Règne       | Dynastie     | Notes | Armoiries |
| ---- | ----------- | ------------------------------------------------------ | ----------- | ------------ | --- | --------- |
| 14   | Charles Ier | Charles Ier (mars 1227 – 7 janvier 1285) mort à 57 ans | 1266 – 1282 | Anjou-Sicile | Il réussit en effet à s'emparer du royaume de Sicile en affrontant Manfred, vaincu et tué lors de la bataille de Bénévent en 1266. En 1282, tous les Français qui se trouvaient dans Palerme, à l'exception notable de Guillaume des Porcellets (chambellan de Charles d'Anjou) en considération de sa droiture et de sa vertu, furent massacrés le lundi de Pâques, à l'heure des vêpres, ce qui a fait nommer ce massacre la révolte dite des Vêpres siciliennes. Seul le château de Sperlinga n’a pas participé à la rébellion de 1282 contre les soldats de Charles d’Anjou. Les documents historiques témoignent de la présence de soldats angevins dans le château et que les habitants fournissaient de la nourriture pendant le long siège ayant duré presque 13 mois. Finalement, en 1283, ces soldats guidés par Pierre de Lemanon ont quitté le château de Sperlinga la vie sauve. Charles leur aurait offert des fiefs pour leur fidélité quand ils eurent atteint la Calabre. |           |

En 1282, les Vêpres siciliennes le chassent de la partie insulaire du royaume.

## Séparation des royaumes (1282-1442)

### Royaume de Sicile (insulaire)

#### Barcelone-Aragon
| Rang                                                                 | Portrait    | Nom                                                                      | Règne       | Dynastie         | Armoiries |
| -------------------------------------------------------------------- | ----------- | ------------------------------------------------------------------------ | ----------- | ---------------- | --------- |
| 1                                                                    | Pierre Ier  | Pierre Ier le Grand (1239 – 11 novembre 1285) mort à 46 ans              | 1282 – 1285 | Barcelone-Aragon |           |
| 2                                                                    | Jacques Ier | Jacques Ier le Juste (vers 1267 – 5 novembre 1327) mort à 60 ans environ | 1285 – 1296 | Barcelone-Aragon |           |
| 3                                                                    | Frédéric II | Frédéric II (13 décembre 1272 – 25 juin 1337) mort à 64 ans              | 1296 – 1337 | Barcelone-Aragon |           |
| 4                                                                    |             | Pierre II (24 juillet 1305 – 15 août 1342) mort à 37 ans                 | 1337 – 1342 | Barcelone-Aragon |           |
| Régence (1337 – 1355) : Élisabeth de Carinthie, épouse de Pierre II. |             |                                                                          |             |                  |           |
| 5                                                                    |             | Louis Ier (1337 – 16 octobre 1355) mort à 18 ans                         | 1342 – 1355 | Barcelone-Aragon |           |
| 6                                                                    |             | Frédéric III (1er septembre 1341 – 27 janvier 1377) mort à 35 ans        | 1355 – 1377 | Barcelone-Aragon |           |
| 7                                                                    |             | Marie Ire (2 juillet 1363 – 25 mai 1401) morte à 37 ans                  | 1377 – 1401 | Barcelone-Aragon |           |

La succession passe à la belle-famille de Marie, les Aragon.

#### Barcelone-Aragon, puis Trastamare
| Rang | Portrait      | Nom                                                                        | Règne       | Dynastie         | Armoiries |
| ---- | ------------- | -------------------------------------------------------------------------- | ----------- | ---------------- | --------- |
| 8    | Martin Ier    | Martin Ier le Jeune (25 juillet 1374 – 25 juillet 1409) mort à 35 ans      | 1390 – 1409 | Barcelone-Aragon |           |
| 9    | Martin II     | Martin II le Vieux (29 juillet 1356 – 31 mai 1410) mort à 53 ans           | 1409 – 1410 | Barcelone-Aragon |           |
| 10   | Ferdinand Ier | Ferdinand Ier le Juste (27 novembre 1380 – 2 avril 1416) mort à 35 ans     | 1412 – 1416 | Trastamare       |           |
| 11   | Alphonse Ier  | Alphonse Ier le Magnanime (vers 1394 – 27 juin 1458) mort à 64 ans environ | 1416 – 1458 | Trastamare       |           |

En 1442, Alphonse d'Aragon conquiert le royaume de Naples.

### Royaume de Sicile (péninsulaire ou royaume de Naples)

#### Première dynastie d'Anjou
| Rang | Portrait    | Nom                                                             | Règne       | Dynastie | Armoiries |
| ---- | ----------- | --------------------------------------------------------------- | ----------- | -------- | --------- |
| 1    | Charles Ier | Charles Ier (mars 1227 – 7 janvier 1285) mort à 57 ans          | 1282 – 1285 | Anjou    |           |
| 2    | Charles II  | Charles II (vers 1254 – 6 mai 1309) mort à 55 ans environ       | 1285 – 1309 | Anjou    |           |
| 3    | Robert Ier  | Robert Ier (1277 – 20 janvier 1343) mort à 66 ans               | 1309 – 1343 | Anjou    |           |
| 4    | Jeanne Ire  | Jeanne Ire (vers 1326 – 27 juillet 1382) morte à 56 ans environ | 1343 – 1382 | Anjou    |           |

- 1343-1382 : Jeanne Ire, petite-fille du précédent, mariée à :
  - André de Hongrie (1343–1345)
  - Louis de Tarente (1347–1362)
  - Jacques IV de Majorque (1363–1375)
  - Otton de Brunswick-Grubenhagen (1376–1382)

À la mort de Jeanne, une guerre de succession éclate entre son cousin Charles, duc de Durazzo, et son fils adoptif Louis, duc d'Anjou. Elle s'achève à la mort de Louis d'Anjou en 1384 par la victoire de Charles de Durazzo qui devient le roi Charles III.

#### Branche d'Anjou-Durazzo
| Rang | Portrait    | Nom                                                                      | Règne       | Dynastie      | Armoiries |
| ---- | ----------- | ------------------------------------------------------------------------ | ----------- | ------------- | --------- |
| 5    | Charles III | Charles III le Petit (1345 – 24 février 1386) mort à 41 ans              | 1382 – 1386 | Anjou-Durazzo |           |
| 6    |             | Ladislas Ier le Magnifique (11 juillet 1377 – 6 août 1414) mort à 37 ans | 1386 – 1414 | Anjou-Durazzo |           |
| 7    | Jeanne II   | Jeanne II (25 juin 1373 – 2 février 1435) morte à 61 ans                 | 1414 – 1435 | Anjou-Durazzo |           |

Mariée à Jacques II de Bourbon-La Marche
Adopte René d'Anjou (roi René Ier, voir ci-dessous)

#### Rois titulaires – Seconde dynastie d'Anjou
| Rang | Portrait     | Nom                                                             | Règne       | Dynastie | Armoiries |
| ---- | ------------ | --------------------------------------------------------------- | ----------- | -------- | --------- |
| 5    |              | Louis Ier (23 juillet 1339 – 20 septembre 1384) mort à 45 ans   | 1382 – 1384 | Anjou    |           |
| 6    | Louis II     | Louis II (5 octobre 1377 – 29 avril 1417) mort à 39 ans         | 1384 – 1417 | Anjou    |           |
| 7    |              | Louis III (25 septembre 1403 – 12 novembre 1434) mort à 31 ans  | 1417 – 1434 | Anjou    |           |
| 8    | René d'Anjou | René Ier (16 janvier 1409 – 10 juillet 1480) mort à 71 ans      | 1434 - 1480 | Anjou    |           |
| 9    |              | Charles IV (vers 1446 – 10 décembre 1481) mort à 35 ans environ | 1480 – 1481 | Anjou    |           |

Le royaume est conquis par l'Aragon, mais la prétention au trône subsiste et passe en 1481 aux rois de France, héritiers des ducs d'Anjou. Pour affirmer leurs droits, ils déclencheront les guerres d'Italie.

## Royaume des Deux-Siciles (1442-1458)
| Rang | Portrait     | Nom                                                                        | Règne       | Dynastie   | Notes | Armoiries |
| ---- | ------------ | -------------------------------------------------------------------------- | ----------- | ---------- | --- | --------- |
| 15   | Alphonse Ier | Alphonse Ier le Magnanime (vers 1394 – 27 juin 1458) mort à 64 ans environ | 1442 – 1458 | Trastamare | En 1435, il tombe aux mains du duc de Milan, Philippe Marie Visconti, mais le convainc qu’il n’est pas dans ses intérêts d’empêcher la victoire de l’Aragon à Naples. En 1442 il triomphe de René d'Anjou. Il passe le reste de sa vie en Italie, notamment à Tivoli, laissant la direction de la couronne d'Aragon à son frère l'infant Jean. Prince de la Renaissance, il favorise les arts et les lettres. Il fait notamment construire à Naples le Castel Nuovo par l'architecte majorquin Guillem Sagrera. |           |

## Séparation des royaumes (1458-1504)

### Royaume de Sicile (insulaire)
| Rang | Portrait  | Nom                                                        | Règne       | Dynastie   | Armoiries |
| ---- | --------- | ---------------------------------------------------------- | ----------- | ---------- | --------- |
| 10   | Jean II   | Jean Ier (29 juin 1398 – 19 janvier 1479) mort à 80 ans    | 1458 – 1479 | Trastamare |           |
| 11   | Ferdinand | Ferdinand II (10 mai 1452 – 25 janvier 1516) mort à 63 ans | 1479 – 1516 | Trastamare |           |

### Royaume de Naples (péninsulaire)
| Rang         | Portrait      | Nom | Règne       | Dynastie   | Armoiries |
| ------------ | ------------- | --- | ----------- | ---------- | --------- |
| 10           | Ferdinand Ier | Ferdinand Ier (2 juin 1423 – 25 janvier 1494) mort à 70 ans                                                           | 1458 – 1494 | Trastamare |           |
| 11           | Alphonse II   | Alphonse II de Naples (4 novembre 1448 – 18 décembre 1495) mort à 47 ans                                              | 1494 – 1495 | Trastamare |           |
| 12           | Ferdinand II  | Ferdinand II (26 août 1467 – 7 septembre 1496) mort à 29 ans                                                          | 1495        | Trastamare |           |
| (non compté) | Charles V     | Charles V (Charles VIII de France), prétendant non couronné (30 juin 1470 – 7 avril 1498) mort à 27 ans               | 1495        | Valois     |           |
| 12           | Ferdinand II  | Ferdinand II (26 août 1469 – 7 septembre 1496) mort à 27 ans                                                          | 1495 – 1496 | Trastamare |           |
| 13           | Frédéric Ier  | Frédéric Ier (19 avril 1452 – 9 novembre 1504) mort à 52 ans                                                          | 1496 – 1501 | Trastamare |           |
| (non compté) | Louis XII     | Louis IV (Louis XII de France), prétendant non couronné (27 juin 1462, Blois – 1er janvier 1515, Paris) mort à 52 ans | 1501 - 1504 | Valois     |           |

## Royaume de Sicile réunifié (1504-1713)
| Rang | Portrait     | Nom                                                                             | Règne       | Dynastie   | Notes | Armoiries |
| ---- | ------------ | ------------------------------------------------------------------------------- | ----------- | ---------- | --- | --------- |
| 16   | Ferdinand II | Ferdinand II et III le Catholique (10 mai 1452 – 25 janvier 1516) mort à 63 ans | 1504 – 1516 | Trastamare | En 1504, à la mort d'Isabelle, Ferdinand devient le régent de la couronne de Castille au nom de sa fille Jeanne Ire de Castille. Mais il se heurte à l'hostilité de la noblesse castillane qui lui substitue le mari de Jeanne, l'archiduc Philippe le Beau. À la mort de celui-ci en 1506, Ferdinand reprend les rênes de la Castille, cette fois-ci au nom de son petit-fils le futur Charles Quint. Remarié en 1505 à Germaine de Foix, il annexe en son nom le Sud de la Navarre en 1512. |           |

### Maison de Habsbourg
| Rang                                                                                          | Portrait         | Nom                                                                              | Règne            | Dynastie   | Notes | Armoiries |
| --------------------------------------------------------------------------------------------- | ---------------- | -------------------------------------------------------------------------------- | ---------------- | ---------- | --- | --------- |
| 17                                                                                            | Jeanne III       | Jeanne Ire et III la Folle (6 novembre 1479 – 12 avril 1555) mort à 75 ans       | 1516 – 1555      | Trastamare | La mort d'Isabelle la Catholique le 26 novembre 1504 amène Jeanne Ire et Philippe de Habsbourg sur le trône de Castille, tandis que Ferdinand II continue à régner sur l'Aragon. À la mort de son père le 25 janvier 1516, Jeanne (veuve depuis 1506) devient reine d'Aragon tandis que le « gouvernement et l'administration générale du royaume » sont confiés à son fils Charles. Cependant, quelques mois après les obsèques, Charles décide de signer ses actes avec le titre de Roi, une décision ratifiée par les Cortes. |           |
| 18                                                                                            | Charles Quint    | Charles II et IV (24 février 1500 – 21 septembre 1558) mort à 58 ans             | 1516 – 1554 1556 | Habsbourg  | Charles Quint est un prince de la maison de Habsbourg, considéré comme le monarque chrétien le plus puissant de son temps. Il a été duc titulaire de Bourgogne (souverain des Pays-Bas) sous le nom de Charles II (1515-1555), roi des Espagnes, sous le nom de Charles Ier (Carlos I), roi de Naples et de Sicile (1516-1556), mais il est resté à la postérité sous son nom d'empereur du Saint-Empire romain germanique (1519-1558), Charles V (Quint signifiant cinquième en moyen français). Excepté cette dernière dignité, élective, cette accumulation de titres est le résultat involontaire d'une intense politique d'alliances matrimoniales qui a, faute d'autres prétendants, abouti à faire de Charles le seul héritier de cinq dynasties. |           |
| 19                                                                                            | Philippe Ier     | Philippe Ier (21 mai 1527 – 13 septembre 1598) mort à 71 ans                     | 1554 1556 – 1598 | Habsbourg  | Il est le fils de l’empereur romain germanique Charles Quint (1500-1558) et d'Isabelle de Portugal (1503-1539) ; c’est un prince espagnol de la maison de Habsbourg. Son règne marque l'apogée diplomatique de l'Espagne mais est en même temps entaché par une légende noire largement due à la propagande de ses ennemis. |           |
| 20                                                                                            | Philippe II      | Philippe II (14 avril 1578 – 31 mars 1621) mort à 42 ans                         | 1598 – 1621      | Habsbourg  | À son avènement, Philippe III laisse la direction du gouvernement à son favori, Francisco Goméz de Sandoval y Rojas, duc de Lerma, avant de tomber, en 1618, sous l'influence du fils de ce dernier, Cristóbal de Sandoval, duc d'Uceda (es), à qui il accorde également sa confiance et le gouvernement. Philippe III passe sa vie dans le faste et les festivités de la cour, gaspillant d'énormes sommes d'argent, ou dans la pratique de la piété. |           |
| 21                                                                                            | Philippe III     | Philippe III le Grand (8 avril 1605 – 17 septembre 1665) mort à 60 ans           | 1621 – 1665      | Habsbourg  | Fils aîné de Philippe III. Également roi de Portugal sous le nom de Philippe III jusqu'en 1640 (déclenchement de la guerre de Restauration). |           |
| Régence (1665 – 1675) : Marie-Anne d'Autriche, épouse de Philippe III de Sicile et de Naples. |                  |                                                                                  |                  |            | |           |
| 22                                                                                            | Charles III et V | Charles III et V l'Ensorcelé (6 novembre 1661 – 1er novembre 1700) mort à 38 ans | 1665 – 1700      | Habsbourg  | Fils de Philippe IV. Mort sans descendance, ce qui entraîne la guerre de Succession d'Espagne. |           |

### Maison de Bourbon
| Rang | Portrait    | Nom                                                                     | Règne       | Dynastie           | Notes | Armoiries |
| ---- | ----------- | ----------------------------------------------------------------------- | ----------- | ------------------ | --- | --------- |
| 23   | Philippe IV | Philippe IV le Brave (19 septembre 1683 – 9 juillet 1746) mort à 62 ans | 1700 – 1713 | Bourbon en Espagne | Philippe IV de Sicile et Naples, petit-neveu du précédent, fils de Louis, dauphin de France, lui-même fils de Louis XIV et de Marie-Thérèse d'Espagne, sœur de Charles II. |           |

## Séparation des royaumes (1713-1720)

### Royaume de Sicile (insulaire)

#### Maison de Savoie
| Rang | Portrait          | Nom                                                            | Règne       | Dynastie | Armoiries |
| ---- | ----------------- | -------------------------------------------------------------- | ----------- | -------- | --------- |
| 12   | Victor-Amédée Ier | Victor-Amédée Ier (14 mai 1666 – 3 octobre 1732) mort à 66 ans | 1713 – 1720 | Savoie   |           |

En 1720, il l'échange contre la Sardaigne.

### Royaume de Sicile (péninsulaire)

#### Maison de Habsbourg
| Rang | Portrait         | Nom                                                                 | Règne       | Dynastie  | Armoiries |
| ---- | ---------------- | ------------------------------------------------------------------- | ----------- | --------- | --------- |
| 15   | Charles IV et VI | Charles IV et VI (1er octobre 1685 – 20 octobre 1740) mort à 55 ans | 1713 – 1734 | Habsbourg |           |

## Royaume de Sicile (insulaire et péninsulaire) (1720-1806)
Il s'agit alors d'une union personnelle des deux royaumes, qui formellement restent distincts.
| Rang | Portrait         | Nom                                                                 | Règne       | Dynastie  | Notes | Armoiries |
| ---- | ---------------- | ------------------------------------------------------------------- | ----------- | --------- | --- | --------- |
| 24   | Charles IV et VI | Charles IV et VI (1er octobre 1685 – 20 octobre 1740) mort à 55 ans | 1720 – 1734 | Habsbourg | Son règne fut marqué par les questions liées aux querelles de succession des dynasties européennes tandis que la sienne allait ouvrir un conflit généralisé. |           |

### Maison de Bourbon
| Rang | Portrait            | Nom                                                                  | Règne       | Dynastie        | Notes | Armoiries |
| ---- | ------------------- | -------------------------------------------------------------------- | ----------- | --------------- | --- | --------- |
| 25   | Charles V et VII    | Charles V et VII (20 janvier 1716 – 14 décembre 1788) mort à 71 ans  | 1734 – 1759 | Bourbon-Siciles | En devenant roi des Espagnes, il céda les royaumes de Naples et de Sicile en 1759 à son troisième fils Ferdinand. Il est un exemple caractéristique des despotes éclairés du XVIIIe siècle : à sa mort, il laissa le souvenir d'un roi « philosophe » et « philanthrope ». Il est couramment désigné sous le nom de Charles III (d'Espagne).                                                                                         |           |
| 26   | Ferdinand III et IV | Ferdinand III et IV (12 janvier 1751 – 4 janvier 1825) mort à 73 ans | 1759 – 1806 | Bourbon-Siciles | Fils de Charles III d'Espagne (Charles VII de Naples) et de Marie-Amélie de Saxe. Pour simplifier, il prit le nom de Ferdinand Ier roi des Deux-Siciles. Sous son règne, la République parthénopéenne est brièvement proclamée en 1799, du 21 janvier au 24 juin. Pendant 57 ans (1759-1816), il a été couramment désigné sous le nom de Ferdinand IV de Naples. Pendant 9 ans (1816-1825), il a été Ferdinand Ier des Deux-Siciles. |           |

## Séparation des royaumes (1806-1815)

### Royaume de Sicile (insulaire)
| Rang | Portrait      | Nom                                                            | Règne       | Dynastie        | Armoiries |
| ---- | ------------- | -------------------------------------------------------------- | ----------- | --------------- | --------- |
| 13   | Ferdinand III | Ferdinand III (12 janvier 1751 – 4 janvier 1825) mort à 73 ans | 1806 – 1815 | Bourbon-Siciles |           |

### Royaume de Naples
| Rang | Portrait         | Nom                                                         | Règne       | Dynastie  | Armoiries |
| ---- | ---------------- | ----------------------------------------------------------- | ----------- | --------- | --------- |
| 15   | Joseph Bonaparte | Joseph Ier (7 janvier 1768 – 28 juillet 1844) mort à 76 ans | 1806 – 1808 | Bonaparte |           |
| 16   | Joachim Murat    | Joachim Ier (25 mars 1767 – 13 octobre 1815) mort à 48 ans  | 1808 – 1815 | Murat     |           |

## Royaume de Sicile (insulaire et péninsulaire) (1815-1816)
| Rang | Portrait            | Nom                                                                  | Règne       | Dynastie        | Notes | Armoiries |
| ---- | ------------------- | -------------------------------------------------------------------- | ----------- | --------------- | ----- | --------- |
| 26   | Ferdinand III et IV | Ferdinand III et IV (12 janvier 1751 – 4 janvier 1825) mort à 73 ans | 1815 – 1816 | Bourbon-Siciles |       |           |

## Royaume des Deux-Siciles (1816-1860)
| Rang | Portrait            | Nom                                                            | Règne       | Dynastie        | Notes | Armoiries |
| ---- | ------------------- | -------------------------------------------------------------- | ----------- | --------------- | --- | --------- |
| 26   | Ferdinand III et IV | Ferdinand Ier (12 janvier 1751 – 4 janvier 1825) mort à 73 ans | 1816 – 1825 | Bourbon-Siciles | Fils de Charles III d'Espagne (Charles VII de Naples) et de Marie-Amélie de Saxe. Pour simplifier, il prit le nom de Ferdinand Ier roi des Deux-Siciles. |           |
| 27   | François Ier        | François Ier (14 août 1777 – 8 novembre 1830) mort à 53 ans    | 1825 – 1830 | Bourbon-Siciles | Il monta sur le trône en 1825, ne régna que 5 ans, ne fit rien de remarquable et était assez aimé de ses sujets. |           |
| 28   | Ferdinand II        | Ferdinand II (12 janvier 1810 – 22 mai 1859) mort à 49 ans     | 1830 – 1859 | Bourbon-Siciles | Il monte sur le trône du royaume des Deux-Siciles le 8 novembre 1830, à seulement vingt ans. Il fait rapidement preuve de détermination afin de réorganiser le gouvernement de l'État, s'attachant à réduire la dette publique et à pacifier le pays encore agité par les turbulences qui suivent la période napoléonienne.                                                                             |           |
| 29   | François II         | François II (16 janvier 1836 – 27 décembre 1894) mort à 58 ans | 1859 – 1861 | Bourbon-Siciles | François II monte sur le trône à la mort prématurée de son père, à l'âge de 23 ans. Il gouverne sous la férule de sa très autoritaire et très conservatrice belle-mère. Quelques mois plus tard à peine, le royaume est envahi par les garibaldiens d'abord, puis par l’armée de la maison de Savoie, et enfin, annexé au nouveau royaume d'Italie le 17 décembre 1860 après un référendum controversé. |           |

En 1860, le royaume est conquis par Garibaldi et réuni au royaume d'Italie.

### Chefs de la maison royale des Deux-Siciles
| Rang | Portrait                       | Nom                                              | Règne       | Dynastie        | Notes | Armoiries |
| ---- | ------------------------------ | ------------------------------------------------ | ----------- | --------------- | --- | --------- |
| 29   | François II                    | François II (16 janvier 1836 – 27 décembre 1894) | 1861 – 1894 | Bourbon-Siciles | Réfugié dans la forteresse de Gaète où son épouse est l'âme de la résistance, François II est contraint de capituler le 13 février 1861. Le couple se retire à Rome sous la protection du pape Pie IX. Ce n'est qu'en 1984 qu'il fut inhumé en la basilique Santa Chiara de Naples, nécropole des rois des Deux-Siciles. |           |
| 30   | Alphonse des Deux-Siciles      | Alphonse Ier (28 mars 1841 – 26 mai 1934)        | 1894 – 1934 | Bourbon-Siciles | Troisième fils du roi Ferdinand II des Deux-Siciles (1810-1859) et de sa seconde épouse, Thérèse d'Autriche (1816-1867), et demi-frère du dernier roi du royaume des Deux-Siciles, François II des Deux-Siciles (1836-1894).                                                                                             |           |
| 31   | Ferdinand-Pie des Deux-Siciles | Ferdinand III (25 juillet 1869 – 7 janvier 1960) | 1934 – 1960 | Bourbon-Siciles | À sa mort s'ouvre une crise dynastique entre les deux partis suivants. |           |

Charles de Bourbon-Siciles, son frère, avait renoncé à la prétention au trône de Sicile pour devenir infant d'Espagne en épousant Mercedes de Bourbon. Le suivant dans l'ordre de succession était Rénier de Bourbon-Siciles qui reprend la prétention à la mort de Ferdinand III. Mais Alphonse, fils de Charles, revient sur la renonciation de son père et prétend également au trône.

#### Branche de Calabre
| Rang | Portrait                 | Nom                                             | Règne       | Dynastie        | Notes                                                    | Armoiries |
| ---- | ------------------------ | ----------------------------------------------- | ----------- | --------------- | -------------------------------------------------------- | --------- |
| 32   | Charles des Deux-Siciles | Alphonse II (30 novembre 1901 – 3 février 1964) | 1960 – 1964 | Bourbon-Siciles | Duc de Calabre et Infant d'Espagne.                      |           |
| 33   | Charles des Deux-Siciles | Charles Ier (16 janvier 1938 – 5 octobre 2015)  | 1964 – 2015 | Bourbon-Siciles | Duc de Calabre et Infant d'Espagne (fils d'Alphonse II). |           |
| 34   | Pierre des Deux-Siciles  | Pierre Ier (né le 16 octobre 1968)              | Depuis 2015 | Bourbon-Siciles | Duc de Calabre et Grand d'Espagne (fils de Charles Ier). |           |

#### Branche de Castro
| Rang | Portrait                            | Nom                                            | Règne       | Dynastie        | Notes                                                            | Armoiries |
| ---- | ----------------------------------- | ---------------------------------------------- | ----------- | --------------- | ---------------------------------------------------------------- | --------- |
| 32   | Rénier des Deux-Siciles             | Rénier Ier (3 décembre 1883 – 13 janvier 1973) | 1960 – 1973 | Bourbon-Siciles | Duc de Castro et Prince des Deux-Siciles.                        |           |
| 33   | Ferdinand des Deux-Siciles          | Ferdinand IV (28 mai 1926 – 20 mars 2008)      | 1973 – 2008 | Bourbon-Siciles | Duc de Castro et Prince des Deux-Siciles (fils de Rénier Ier).   |           |
| 34   | Charles de Bourbon des Deux-Siciles | Charles Ier (né le 24 février 1963)            | Depuis 2008 | Bourbon-Siciles | Duc de Castro et Prince des Deux-Siciles (fils de Ferdinand IV). |           |